# Деланд Соутвест (Флорида)
Деланд Соутвест (енгл. DeLand Southwest) насељено је место без административног статуса у америчкој савезној држави Флорида.

## Демографија
По попису из 2010. године број становника је 1.052, што је 117 (-10,0%) становника мање него 2000. године.
| Група             | 2000.       | 2010.       |
| Белци             | 249 (21,3%) | 152 (14,4%) |
| Афроамериканци    | 826 (70,7%) | 732 (69,6%) |
| Азијати           | 5 (0,4%)    | 3 (0,3%)    |
| Хиспаноамериканци | 84 (7,2%)   | 149 (14,2%) |
| Укупно            | 1.169       | 1.052       |